# 川越茂

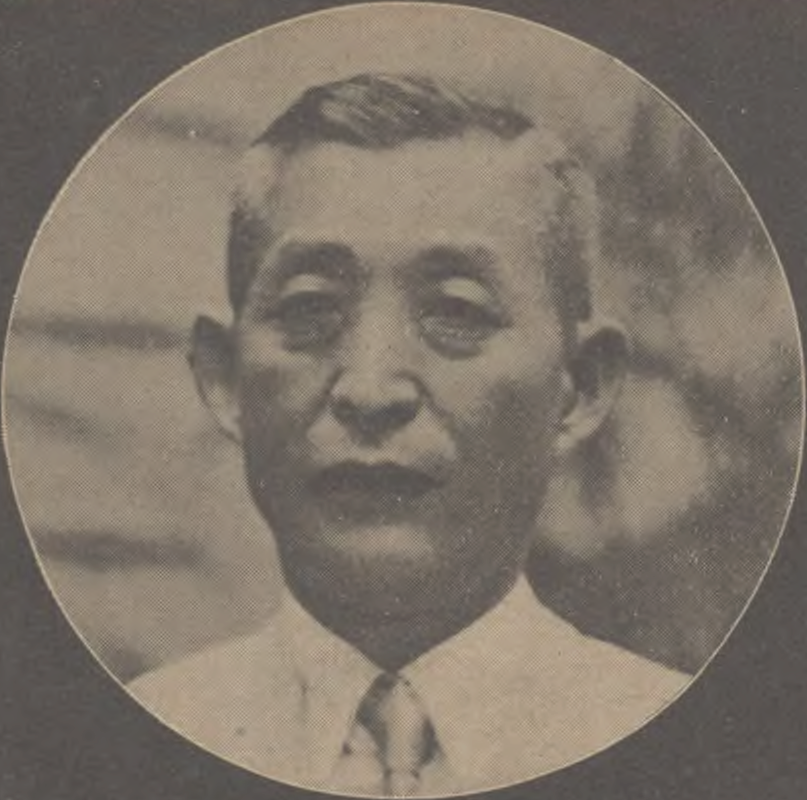
川越茂

川越 茂（かわごえ しげる、1881年〈明治14年〉1月14日 - 1969年〈昭和44年〉12月10日）は、日本の外交官。

## 生涯
宮崎県北那珂郡赤江村（現宮崎市）で、衆議院議員を務めた川越進の長男として生まれる。宮崎県立宮崎中学校、第七高等学校、東京帝国大学法学部を卒業後外務省に入省。亜細亜局第3課長、吉林総領事を経て、青島総領事（1929年）、満洲国参事官（1932年）、広東総領事（1933年）、天津総領事（1934年）を歴任。
1936年（昭和11年）5月、駐華大使に就任。同年9月から12月まで国民政府との国交調整のため、南京総領事須磨弥吉郎と共に国民政府の外交部長張群、政務次長徐謨、亜州司長高宗武らと交渉を重ねたが、日本陸軍諜報機関の妨害工作により決裂した。
1937年（昭和12年）7月に日中戦争が勃発すると、不拡大を意図した船津工作に訓令を無視して介入。自ら高宗武との会見をおこなったが、翌1938年（昭和13年）11月に退官した。
第二次世界大戦末期の1945年（昭和20年）5月に外務省顧問となったが、戦後GHQにより公職追放。解除後は神奈川県公安委員を務めた。